# Roger Gervolino
Roger, Noël Gervolino était un homme politique français né le 17 décembre 1909 à Nouméa (Nouvelle-Calédonie) et décédé dans la même ville le 24 avril 1991. Il est député de Nouvelle-Calédonie de 1945 à 1951.

## Les débuts

### Un «caldoche» descendant de bagnard et d'origine modeste
Roger Gervolino est issu d'une famille présente en Nouvelle-Calédonie depuis trois générations. Il est ainsi le petit-fils de Pascal Gervolino (1841-1892), est un transporté d'origine napolitaine, condamné au bagne pour un crime de droit commun (en l'occurrence pour meurtre), arrivé au centre pénitentiaire de l'île Nou (actuelle Nouville, dans la rade de Nouméa) en 1872 et mis en concession à sa libération en 1882 à Bourail.
Le père de Roger Gervolino, Pascal Dominique Gervolino (1883-1957), est né un an après la libération de son père (il est le second enfant et le premier fils que Pascal Gervolino a eu avec une orpheline originaire du Lot-et-Garonne, Marie Tourret, qu'il épouse en 1882) et est orphelin de ce dernier à l'âge de neuf ans. Dominique Gervolino se rend très jeune à Nouméa pour travailler, et travaille successivement pour la mairie de la ville en tant que maçon au service de la voirie, puis comme mécanicien au Chalandage, filière maritime des établissements commerciaux de la famille Ballande, ce qui l'evoie vivre à partir de 1913 à Voh dans le Nord. De son épouse, d'origine allemande par sa mère, Dominique Gervolino a neuf enfants, dont Roger est l'aîné. Ce dernier est donc issu d'un milieu modeste et d'une famille très catholique, que ce soit par les origines italiennes de son père ou celles allemandes de sa mère.

### Activités professionnelles et syndicales
Comme son père avant lui, Roger Gervolino quitte à 15 ans le foyer parental pour l'aider financièrement en travaillant à Nouméa, en débutant comme comptable dans la Maison Ballande. Il devient rapidement syndicaliste, unifie deux syndicats (un d'ouvrier, l'autre d'employés) pour créer la Fédération des syndicats professionnels calédoniens (FSPC) dont il devient secrétaire général, et quitte son emploi chez Ballande pour se consacrer entièrement à l'action syndicale.
Attaché à l'indépendance des syndicats, il démissionne en 1939 de son poste de secrétaire général de la FSPC pour dénoncer sa trop grande politisation, et retrouve une activité professionnelle en étant engagé comme chef comptable au sein de la Société minière d'Océanie.

## La Seconde Guerre mondiale
Après le début de la Seconde Guerre mondiale et la débâcle de 1940, le gouverneur de la colonie, Georges-Marc Pélicier, hésite à apporter son ralliement au régime de Vichy ou à la France libre. Finalement, les deux camps le révoquent et nomment chacun un successeur : le lieutenant-colonel pétainiste Denis qui arrive à Nouméa le 4 septembre 1940, et le commissaire résident aux Nouvelles-Hébrides Henri Sautot qui s'est rallié à Charles de Gaulle dès le 20 juillet.
Lui-même favorable à la continuation de la guerre contre l'Allemagne nazie, à l'instar d'une majorité de la population néo-calédonienne, il fait partie d'un groupe de cinq jeunes patriotes qui multiplient alors les actions contre les gouverneurs Pélicier puis Denis, et que l'on surnomme les « cinq mousquetaires » (outre Roger Gervolino, il s'agit de Louis Boissery, Charles Chatelain, Jean Gadoffre et Marcel Kollen). Il est ainsi l'une des principales figures du soulèvement, organisé avec le Comité de Gaulle de l'homme d'affaires et politique Raymond Pognon et du notaire Michel Vergès, le 19 septembre pour signifier le ralliement de la Nouvelle-Calédonie à la France libre : ce jour-là Henri Sautot débarque à Nouméa et devient officiellement gouverneur de la Nouvelle-Calédonie et Haut-commissaire pour le Pacifique.
Roger Gervolino s'engage ensuite comme volontaire au sein du Bataillon du Pacifique, et combat essentiellement dans la guerre du désert en Afrique du Nord avec le grade de caporal. Après la campagne de Tunisie, il est sollicité par le Comité français de la Libération nationale (CFLN) qui le nomme par ordonnance du 17 septembre 1943 pour représenter la Nouvelle-Calédonie à l'Assemblée consultative provisoire qui siège à Alger entre le 3 novembre 1943 et le 25 juillet 1944, puis à Paris après la Libération du 7 novembre 1944 au 3 août 1945. Il y est membre de la Commission de l'Information et de la Propagande et de celle de la France d'outre-mer, et participe à la réflexion sur la politique coloniale à mener après-guerre. Cela lui ouvre la voie vers sa carrière parlementaire.

## Le premier député de la Nouvelle-Calédonie
Après la constitution de la première Assemblée nationale constituante le 21 octobre 1945 et l'obtention par la Nouvelle-Calédonie du statut de Territoire d'outre-mer (TOM), les premières élections législatives à avoir lieu en Nouvelle-Calédonie sont donc organisées et Roger Gervolino est le premier représentant législatif élu par le Territoire, l'emportant assez largement, avec 3 249 voix sur 6 249 votants (soit 51,99 %), contre ses adversaires, le gaulliste Michel Vergès (1 961 voix) et le communiste Florindo Paladini (537 voix). Il s'inscrit alors au groupe « Résistance démocratique et socialiste », ancêtre de l'Union démocratique et socialiste de la Résistance (UDSR) à laquelle il adhère ensuite. Il est membre de la commission des moyens de communication et des PTT, ainsi que de celle de la presse, de la radio et du cinéma.
Il est réélu le 2 juin 1946 dans la seconde Assemblée nationale constituante par 3 248 voix sur 5 381 votants et 5 220 suffrages exprimés (62,22 %) contre 1 789 au gaulliste et ancien soldat des Forces françaises libres Pierre Mariotti, frère de l'écrivain Jean Mariotti. Il intègre la commission des territoires d'Outre-mer.
S'intéressant au code électoral dans ces territoires, et tout particulièrement à la question du droit de vote par les Kanaks, il obtient qu'un projet particulier à la Nouvelle-Calédonie fixe le statut de l'élection de son Conseil général : publié au journal officiel le 11 mai 1946, il prévoit un suffrage capacitaire qui permettrait à une partie seulement des Mélanésiens d'intégrer le corps électoral. Après que la seconde assemblée constituante a rejeté ce projet, Roger Gervolino propose alors l'instauration d'un double collège, l'un kanak, l'autre européen, mais là encore cette idée est rejetée et le collège unique est instauré par le décret d'application du 25 octobre 1946. Toutefois, il obtient un « statu quo » électoral puisqu'il lui est accordé que la loi électorale ne soit pas immédiatement appliquée à la Nouvelle-Calédonie. Le nombre de Mélanésiens participant au scrutin reste donc très faible jusqu'à ce que la loi du 23 mai 1951 élargissant le collège électoral indigène dans les territoires relevant du ministère de la France d'outre-mer soit mise en place et appliquée en Nouvelle-Calédonie, entraînant l'accession au droit de vote de 60 % des Kanaks en âge de voter (il faudra attendre le décret du 22 juillet 1957 pour que le suffrage universel soit total). Toujours sur la question du vote en Outre-mer, il dépose un rapport sur les opérations électorales des territoires des établissements français de l'Océanie le 21 septembre 1946.
Il participe également à l'épuration légale en étant désigné juré au sein de la Haute Cour de justice le 4 juillet 1945. Il est confirmé dans cette fonction le 27 décembre suivant.
Il est une dernière fois réélu au sein de la Ire Législature de la Quatrième République, lors des élections législatives du 20 novembre 1946 (qui se déroulent ainsi 10 jours après le scrutin national), avec 3 512 suffrages sur 5 185 suffrages exprimés, contre le socialiste Antoine Griscelli et le gaulliste Raymond Lèques. Il siège alors successivement au sein de la commission de la marine marchande et des pêches, de celle des affaires économiques, de celle des boissons et enfin de celle du travail et de la sécurité sociale. Il est également élu secrétaire de l'Assemblée nationale le 11 janvier 1949 et est reconduit en 1950 et 1951. Il ne se fait toutefois pas remarquer, son intervention la plus notable ayant lieu dans le cadre de la discussion du projet de loi portant fixation des dépenses et voies et moyens pour 1949 : il dépose alors un amendement tendant à étendre le payement par titre aux biens à usage agricole ou artisanal supérieurs à 120 000 francs de l'époque.
Les élections législatives du 1er juillet 1951 marquent la fin de sa carrière politique : considéré comme le candidat des « Caldoches », il est battu par un « Zoreil » (nom quelquefois péjoratif donné par les « caldoches » et kanaks aux métropolitains installés depuis peu sur le Territoire) Maurice Lenormand, passionné de culture mélanésienne et surnommé le « candidat des Kanaks » ou « candidat des Missions », étant soutenu par les deux principaux partis créés en 1947, lorsque le code de l'indigénat fut officiellement aboli, pour défendre les intérêts de ces derniers et tous deux issus d'organisations missionnaires, à savoir l'Union des indigènes calédoniens amis de la liberté dans l'ordre (UICALO) de Rock Pidjot (d'inspiration catholique) et l'Association des indigènes calédoniens et loyaltiens français (AICLF) de Doui Matayo Wetta (d'inspiration protestante). En effet, l'accession de 60 % des Kanaks de plus de 21 ans au droit de vote fait que ceux-ci représentent 45 % du corps électoral néo-calédonien. Maurice Lenormand obtient ainsi 5 064 voix sur 13 667 suffrages exprimés (37,05 %), battant relativement de peu Roger Gervolino qui arrive en seconde position avec 4 207 voix (30,78 %). Viennent ensuite le candidat gaulliste du RPF Paul Métadier avec 2 252 suffrages (16,48 %) et à nouveau le communiste Florindo Paladini qui recueille son meilleur score avec 2 144 voix (15,69 %).
Après cette défaite, il ne brigue plus aucun mandat et se retire de la vie publique, mettant fin à une ascension politique rapide (il est ainsi élu pour la première fois député à 36 ans) mais éphémère.

## Un sportif amateur
Amateur de football, Roger Gervolino fonde dans les années 1930 avec deux amis, Henri Lafleur et Édouard Pentecost, eux aussi futurs hommes politiques, le club nouméen L'Indépendante qui est champion de Nouvelle-Calédonie en 1952 et 1956, et est le premier vainqueur de la Coupe de Nouvelle-Calédonie en 1954.
En 1958, il remporte avec son frère Robert et Michel Bargibant le titre de champion de chasse sous-marine par équipe.

## Famille
Il épouse en 1954 Albertine Kuhn, couturière, et a avec elle trois enfants, deux fils et une fille :
- Jean-Jacques (né en 1954),
- Roberte (née en 1955),
- Richard (né en 1958).